# Steffen Weinert
Steffen Weinert (* 1975 in Landsberg am Lech) ist ein deutscher Filmregisseur, Drehbuch- und Romanautor.

## Leben und Wirken
Steffen Weinert studierte von 1999 bis 2005 Drehbuch an der Filmakademie Baden-Württemberg und schloss sein Studium mit Diplom ab. Er lebt in Berlin, ist Mitglied im Verband deutscher Drehbuchautoren (VDD) und wird vom Verlag der Autoren vertreten.

## Filmografie (Auswahl)
- 2006: Der Aufreißer (Drehbuch und Regie)
- 2012: Finn und der Weg zum Himmel (Drehbuch und Regie)
- 2019: Das Leben meiner Tochter (Kinofilm) (Drehbuch und Regie)

## Romane
- 2016: Die Netten schlafen allein, Rowohlt, Reinbek 2016, ISBN 978-3-499-272646.
- 2019: Läuft bei uns, Rowohlt, Reinbek 2019, ISBN 978-3-499-274268.
- 2024: Eisfeld – Der Fall Katharina S. Knaur, München. ISBN 978-3-426-44821-2.
- 2025: Eisfeld – Dunkle Enthüllungen. Knaur, München. ISBN 978-3-426-44823-6.